# Awateria hoylei
Awateria hoylei é uma espécie de gastrópode do gênero Awateria, pertencente a família Borsoniidae.